# Dębogórski Młyn
Dębogórski Młyn – część wsi Sipiory w Polsce położona w województwie kujawsko-pomorskim, w powiecie nakielskim, w gminie Kcynia.
Do 31.12.2008 Dębogórski Młyn był wsią.
W latach 1975–1998 Dębogórski Młyn administracyjnie należał do województwa bydgoskiego.